# Epidendrum heterothoneum
Epidendrum heterothoneum är en orkidéart som först beskrevs av Heinrich Gustav Reichenbach och Josef Ritter von Rawicz Warszewicz, och fick sitt nu gällande namn av Eric Hágsater och Dodson. Epidendrum heterothoneum ingår i släktet Epidendrum och familjen orkidéer. Inga underarter finns listade i Catalogue of Life.